# Пропадієн
Пропадіє́н (1,2-пропадієн) або але́н — органічна сполука з формулою H2C=C=CH2. Це найпростіший ален (сполука із суміжними подвійними зв'язками С=С).
Як складова частина газу МАФ, він використовується для спеціалізованого зварювання.

## Властивості
Безбарвний горючий газ. Легко полімеризується. При нагріванні з натрієм ален ізомеризується в метилацетилен.